# César Dillon
César Arturo Dillon (Buenos Aires, 18 de diciembre de 1939-Buenos Aires, 11 de noviembre de 2013) fue un abogado, escritor, conductor radial, melómano, coleccionista y uno de los máximos investigadores argentinos sobre el pasado de la lírica. Autor de varias publicaciones de corte documental sobre teatros e instituciones musicales, también de cronologías de teatros de ópera en la ciudad de Buenos Aires.

## Biografía
Abogado egresado de la Universidad de Buenos Aires, dedicó su vida al estudio de la música, el teatro y la lírica porteña recopilando documentación ligada a los teatros, a la Opera y al teatro musical en Buenos Aires. Desde joven fue un espectador asiduo del Teatro Colón, un melómano, amante de la lírica y la música. A mediados del siglo XX fue integrante de la claque del Colón. Escribió decenas de críticas, artículos, programas de mano y colaboraciones en distintos medios además de haber publicado cuatro libros sobre este tema. Falleció en su casa de Buenos Aires el lunes 11 de noviembre de 2013.

## Publicaciones
Muchas de sus investigaciones han aparecido en revistas y libros internacionales como The Record Collector (Gran Bretaña) o la serie Grandi maestri alla Scala (Italia). Durante 15 años fue colaborador sobre el ámbito teatral en la publicación L'Avant Scène Opéra editada en Francia y en la Revista Teatro Colón.
En 1990 con motivo del centenario del nacimiento de Erich Kleiber publicó Erich Kleiber – A Discography. En 1994, fue autor de la nota sobre la historia de la sala en el programa especial publicado con motivo de la reinauguración del Teatro Avenida luego del incendio. En 1997 publicó junto a Juan Andrés Sala la Historia de los Teatros y en 1999 Coliseo. Con Sala, investigó sobre la cronología de sucesos operísticos del Teatro Coliseo y el Teatro Marconi.
En la serie Nuestras Instituciones Musicales publicó Asociación de Conciertos de Cámara en 2006 y Asociación Wagneriana de Buenos Aires en 2007. Asimismo publicó el libro El teatro de la Gran Aldea, Antiguo Teatro Colón, Historia y Cronología. En este libro se relatan todos los contextos históricos y sociales sobre los teatros, la importancia de estos escenarios como «centro de eventos socioculturales» y parte de la Historia del Teatro Colón.
Su mayor trabajo fue la serie denominada El Teatro Musical en Buenos Aires, que abarca de 1907 a 1937 y de 1961 a 1998. En la segunda parte de la serie recorre parte de la cronología del Teatro Coliseo, desde la primera sala, el esplendor de los primeros años, los años de la Gran Guerra, tres años notables y la opereta alemana, la última década y el ocaso. Al inicio de esta segunda parte afirma:

"Presentamos hoy el segundo volumen de la obra dedicada a la historia del Teatro Musical en Buenos Aires. El lector tiene aquí, siguiendo los parámetros e intenciones enunciadas en El Teatro Musical en Buenos Aires (Teatro Doria-Teatro Marconi) la historia y cronología de las representaciones de ópera, opereta, zarzuela y comedia musical que se cumplieron en el escenario del Teatro Coliseo".
César A. Dillon

Desafortunadamente, por falta de patrocinadores quedó sin publicar la obra más relevante que era el último volumen: El Teatro de la Ópera. Su obra póstuma fue El Teatro de la Gran Aldea - Historia y Cronología del Antiguo Teatro Colón, presentada en el Espacio Cultural Organización de Estados Iberoamericanos el 16 de diciembre de 2019. Dicha obra es la más amplia de su autoría ya que incluye todas las actividades artísticas del Antiguo Teatro Colón y se compone de dos tomos: Tomo I (desde su inauguración en 1857 hasta 1872) y Tomo II (correspondiente al período 1873 hasta el cierre en 1888). Conforme al testamento de Dillon, fallecido en 2013, los musicólogos Héctor Luis Goyena y Juan María Veniard trabajaron sobre los originales inéditos, revisando y preparando la edición. 

## Radio
Siempre vinculado al teatro y la lírica, creó y condujo el programa radial Fuera de catálogo referido a la ópera, junto a Juan Sala en LS1 Radio Municipal. El programa que se emitía de manera semanal duró casi una década en el aire.

## Fondo César Arturo Dillon
Como parte de su legado, luego de su fallecimiento dejó un fondo sobre la Ópera en Buenos Aires proveniente de su extraordinaria biblioteca y su fascinante colección de grabaciones. El fondo se compone de la documentación producida y reunida por César Arturo Dillon en el período de su existencia, y en el ejercicio de su labor de escritor, locutor y coleccionista de música y ópera.
El fondo César Arturo Dillon comprende documentación personal, entre la que se destacan un álbum hemerográfico de finales del siglo XIX, fotografías originales de cantantes líricos de inicios del siglo XX, colecciones de programas históricos de actividades musicales en la ciudad de Buenos Aires, la partitura orquestal facsimilar del Himno a Rivadavia de Nicola Bassi (1880), grabaciones históricas de registros de ópera en vivo del Teatro Colón, grabación de la interpretación del solo de violín de la Pasión según San Mateo en soporte de cinta abierta, la filmación de la ópera Don Juan de Juan Carlos Zorzi y también un subfondo llamado Juan sala, con quien colaboró en varios de sus libros.
El contenido de dicho fondo cuenta con objetos y materiales en formatos de cinta abierta, VHS, discos de vinilo, casetes, CD, Mini Disc, libros, documentos textuales varios; álbumes hemerográficos, programas de mano y numerosos documentos iconográficos entre los que se destacan pósteres y fotografías. El Instituto de Investigación en Etnomusicología de la Ciudad de Buenos Aires, junto con el Instituto Nacional de Musicología Carlos Vega y el Instituto de Investigaciones Musicológicas Carlos Vega de la Universidad Católica Argentina, custodian de forma independiente el Fondo César Arturo Dillon.